# HMS Splendid (S106)
Pour les autres navires du même nom, voir HMS Splendid.
Le HMS Splendid est un sous-marin nucléaire de la classe Swiftsure, en service dans la Royal Navy entre 1979 et 2004. Il a pris part au cours de sa carrière à de nombreux conflits impliquant les forces armées du Royaume-Uni de par le monde. Sa devise est Splendidly Audacious (en français : Splendidement audacieux).

## Construction
La construction du HMS Splendid est ordonnée le 26 mai 1976, il est prévu pour être le sixième et dernier sous-marin de la classe Swiftsure. Sa quille est posée aux chantiers navals Vickers de Barrow-in-Furness le 23 novembre 1977 et il est lancé le 5 octobre 1979, parrainé par Lady Eberle, la femme de l'amiral James Eberle (en), alors Commander-in-Chief Fleet (en). Le HMS Splendid est mis en service le 21 mars 1981 et placé sous le commandement du Commander Roger C. Lane-Nott.

## Guerre des Malouines
Le HMS Splendid connaît son premier conflit majeur en 1982 lorsque des forces argentines envahissent les îles Malouines. Le HMS Splendid est l'un des premiers sous-marins à arriver sur zone à la mi-avril 1982, après avoir quitté Faslane. Contrairement au HMS Conqueror qui enverra par le fond l'ARA General Belgrano, le HMS Splendid ne sera pas directement engagé contre les forces argentines ; il reçoit cependant la mission de suivre et surveiller le porte-avions ARA Veinticinco de Mayo. Le HMS Splendid croise à un mille en dehors des eaux territoriales argentines, à 12 milles de la côte. Le commandant du HMS Splendid affirme de manière audacieuse et discutable, qu'en croisant à proximité de la limite de la zone d'exclusion décrétée par le gouvernement britannique autour des Malouines, il avait le droit — au regard du droit international — et l'approbation du Premier ministre britannique, Margaret Thatcher de faire feu sur le Veinticinco de Mayo, à quelques milles nautiques de distance à l'intérieur des eaux argentines, et qu'il aurait tiré des torpilles MK 8 au Veinticico de Mayo s'il avait eu confirmation de sa position précise. Cependant, il perd de vue le porte-avion et ne parvient pas à rétablir un contact visuel. Le commandement de la force d'intervention britannique, l'amiral Sandy Woodward, n'est pas aussi affirmatif sur le droit du HMS Splendid à faire feu, mais il confirme, contrairement à des propos tenus précédemment, que le HMS Splendid avait l'ordre d'engager le combat et l'accord du Premier ministre. Le HMS Splendid ne fournira pas de renseignements décisifs à la force d'intervention navale britannique sur les mouvements des avions argentins. La présence du HMS Splendid aux côtés du HMS Conqueror restreindra de manière efficace les déplacements des bâtiments de la Marine argentine.
À la fin des années 1990, le Splendid devient le premier sous-marin britannique armé des missiles de croisière de fabrication américaine BGM-109 Tomahawk. En 1999, des journalistes de la BBC sont autorisés à son bord pour filmer le lancement de missiles Tomahawks contre des cibles yougoslaves à Belgrade pendant la guerre du Kosovo, ce qui en fait le premier sous-marin britannique à intervenir directement dans le conflit. Le sous-marin tire à nouveau contre des cibles irakiennes pendant l'opération Liberté irakienne en 2003.
En juillet 2003, le HMS Splendid retourne à sa base navale de Faslane Naval Base sur la River Clyde en Écosse. Il est retiré du service à HMNB Devonport à Plymouth en 2004 en raison de restrictions dans le budget de la Défense. Le Commander Burke recevra par la suite l'Ordre de l'Empire britannique pour son action à bord du HMS Splendid dans le Golfe.

## Soupçons d'implication dans le naufrage duKoursk
Le HMS Splendid est présent, avec deux sous-marins de l'US Navy, l'USS Memphis et l'USS Toledo, pour surveiller les exercices de la flotte du Nord lors de l'exercice « Summer-X » au cours duquel le sous-marin nucléaire K-141 Koursk de la classe Oscar coule avec 118 officiers et marins à son bord. Malgré les conclusions des enquêtes médico-légales indépendantes et la version officielle des faits avancés par le Marine russe indiquant que l'explosion avait été déclenchée par une torpille défectueuse à bord du Koursk, quelques théories affirment que le Koursk a été coulé par un sous-marin britannique ou américain.

## Commandants
| À partir de | Jusqu'à | Capitaine                    |
| ----------- | ------- | ---------------------------- |
| 1981        | 1982    | Commander Roger Lane-Nott RN |
| 1987        | 1988    | Commander Mark Stanhope RN   |
| 1995        | 1997    | Commander Ken Clark RN       |
| 1997        | 1999    | Commander Ian Corder RN      |